# Странница
Странница — река в России, протекает в Приозерском районе Ленинградской области в бассейне Вуоксы. Впадает в озеро Красное. Длина реки составляет 15 км.

## География
Река начинается в болотах между Мичуринским озером и деревней Васкелово. Течёт на северо-запад. Правый приток — река Тальник. Перед впадением в Красное озеро течёт по широкой долине, на левом берегу долины — деревня и дачный посёлок Васильево, на правом — обсерватория Светлое.

## Данные водного реестра
По данным государственного водного реестра России относится к Балтийскому бассейновому округу, водохозяйственный участок реки — Водные объекты бассейна оз. Ладожское без рр. Волхов, Свирь и Сясь, речной подбассейн реки — Нева и реки бассейна Ладожского озера (без подбассейна Свирь и Волхов, российская часть бассейнов). Относится к речному бассейну реки Нева (включая бассейны рек Онежского и Ладожского озера).
Код объекта в государственном водном реестре — 01040300212102000009614.